# Sita Air
Sita Air (Nepali सीता एयर) ist eine nepalesische Regionalfluggesellschaft mit Sitz in Kathmandu und Basis auf dem Flughafen Kathmandu.

## Geschichte
Sita Air wurde am 6. Februar 2003 mit einer geleasten Dornier 228 gegründet und nahm daraufhin den Flugbetrieb auf. Im April desselben Jahres kam noch eine weitere Dornier 228 zur Fluggesellschaft hinzu, bald folgten weitere.
Seit November 2013 steht Sita Air zusammen mit allen anderen Fluggesellschaften aus Nepal aufgrund von Sicherheitsbedenken auf der Liste der Betriebsuntersagungen für den Luftraum der Europäischen Union. Flüge nach Europa wurden bereits vorher nicht angeboten.
Im August 2014 untersagte die Civil Aviation Authority of Nepal (CAAN) Sita Air die Fortführung des Passagierverkehrs wegen gravierender Sicherheitsmängel und Nichteinhaltung internationaler Sicherheitsstandards. Der weitere Flugbetrieb ist somit nur noch für den Frachtverkehr erlaubt.

## Flotte
Mit Stand März 2023 besteht die Flotte der Sita Air aus drei Dornier 228-212, die 18 Passagieren Platz bietet oder Fracht transportieren kann.

## Zwischenfälle
- Am 1. Oktober 2004 brach das Bugfahrwerk einer Dornier 228 auf dem Flughafen Lukla ein und die Maschine wurde schwer beschädigt. Sie kam am Ende der ca. 530 m langen Landebahn zum Stehen. Der Zwischenfall bewirkte, dass der Flughafen für zwei Tage geschlossen wurde, da die Maschine geborgen werden musste. Es gab weder Schwerverletzte noch Tote.[6]

- Am 28. September 2012 stürzte eine Dornier 228-200 der Sita Air (9N-AHA) auf dem Flug nach Lukla nach dem Start etwa 500 Meter vom Flughafen Kathmandu entfernt ab. Bei dem Unfall starben alle 19 Insassen. Ein von den Piloten unbemerkter Schubverlust führte zum Kontrollverlust und Absturz.[7]

- Am 1. Juni 2013 schlug eine Dornier 228-200 der Sita Air (9N-AHB) hart auf der Landebahn am Flugplatz von Simikot auf. Die fünf Passagiere und zwei Crewmitglieder blieben bei dem Unfall unverletzt.[8]